# Faculté de droit et de science politique d'Aix-Marseille
 (juillet 2025).
La faculté de droit et de science politique d'Aix-Marseille est une unité de formation et de recherche (UFR) de l'université d'Aix-Marseille, implantée sur trois sites, Aix-en-Provence, Marseille et Arles.

## Histoire
En 1409, le comte Louis II d'Anjou obtient du pape Alexandre V la confirmation de la création d’une université, à l'origine consacrée à l'étude de la théologie et du droit, dotée de privilèges identiques que ceux que possèdent celles de Paris et Toulouse. Le droit y occupe d’emblée et jusqu’à la Révolution une place prépondérante. 
L'enseignement à l'Université d'Aix-en-Provence connaît des débuts difficiles au XVe siècle. En effet, les étudiants lui préfèrent la faculté d'Avignon, plus ancienne (créée en 1308) et mieux réputée. Effectivement, les enseignements sont plusieurs fois interrompus par l'absence de docteurs, qui cessent à plusieurs reprises d'y enseigner. Pour remédier à cela, Louis III prend la décision de forcer les étudiants des comtés de Provence et de Forcalquier à aller étudier dans l'Université d'Aix-en-Provence sous peine d'une amende, plutôt que dans l'université d'Avignon, n'étant à l'époque ni provençale, ni française, mais située dans le Comtat Venaissin. 
Au XVIe siècle, la faculté à l'époque située dans le quartier du Bourg Saint-Sauveur (actuellement rue Gaston de Saporta) est en partie incendiée, à la suite des guerres d'Italie. 
C'est à cette époque que grâce à la création du Parlement de Provence le nombre d'étudiants en droit de la ville augmente.
Sous l'Ancien Régime, la faculté de droit d'Aix-en-Provence n'est pas la première à s'ouvrir à l'esprit des Lumières et garde un certain esprit conservateur, continuant de dispenser des cours en latin. 
Interrompu lors de la période révolutionnaire, dû à la suppression des 22 universités d'Ancien Régime (donc celle d'Aix-en-Provence) l’enseignement juridique reprend en 1806.

## Le bâtiment

### Historique
En 1933, le projet des nouvelles facultés, après avoir été situées rue Gaston de Saporta, est en premier lieu confié à Jean Boët qui prévoyait que celles-ci seraient situées Boulevard du Roi René, en bordure de centre-ville. 
La municipalité d'Aix-en-Provence donne toutefois en 1936 un nouvel emplacement au projet qui serait son emplacement actuel (3, avenue Robert Schuman). 
En 1947, à la suite du décès de Jean Boët, le projet est confié à René Egger. Ce dernier confie à son tour le projet à son jeune associé vivant à Aix-en-Provence, Fernand Pouillon. En 1950 commence le projet de bibliothèque qu'est la bibliothèque Schuman. Celle-ci est achevée en 1954.
En 1955 est achevé le bâtiment de la faculté de droit actuelle. 
Il est labellisé Patrimoine du XXe siècle en 2006. 

### Le bâtiment Pouillon

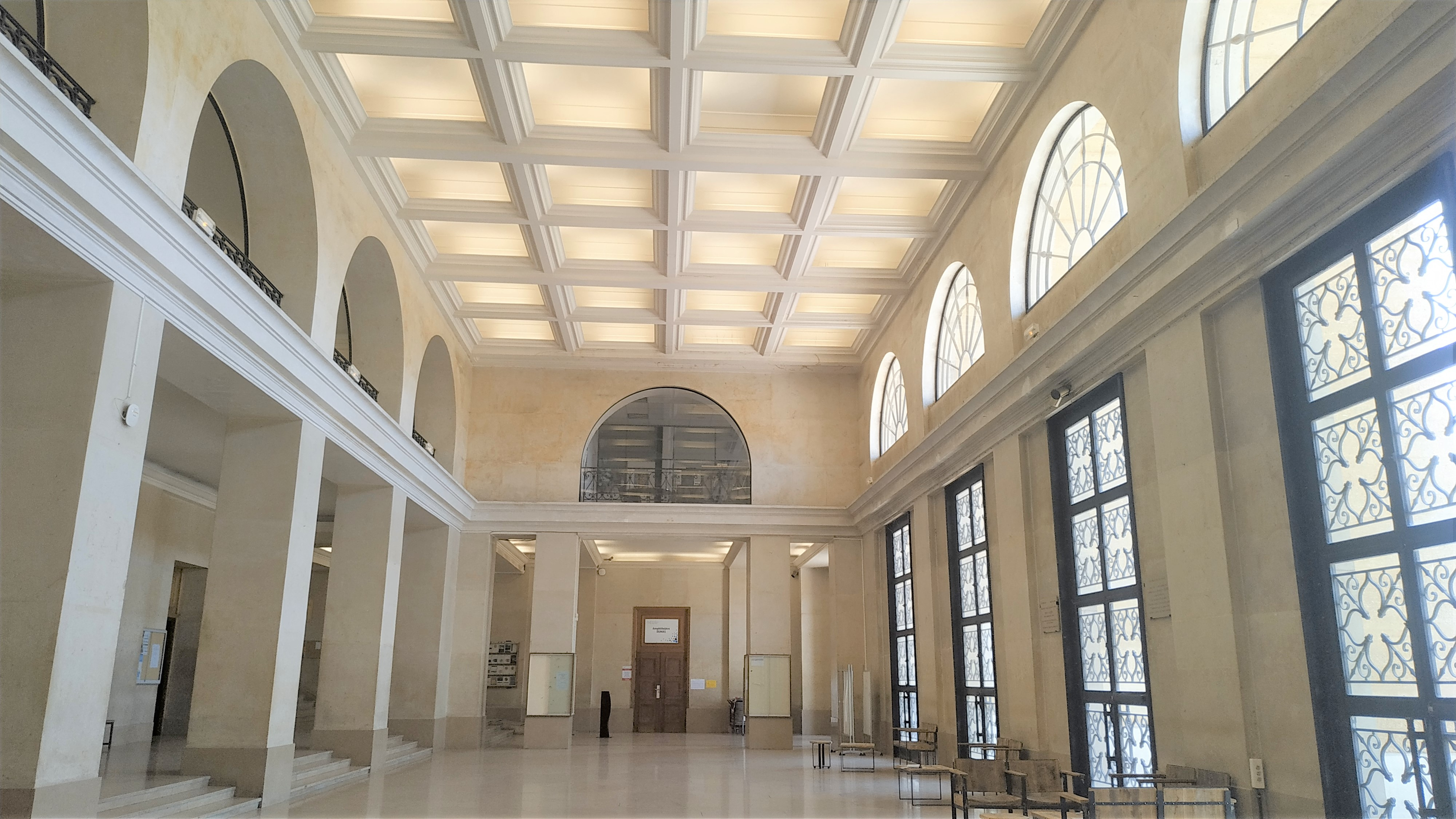
Bâtiment Pouillon, édifice central de la faculté de droit d'Aix.

L'actuel bâtiment Pouillon (bâtiment principal de la faculté), situé au 3 avenue Robert Schuman, a été conçu pour être un saisissant mariage entre l'architecture de la renaissance italienne et celle des années 30. Toutefois, Fernand Pouillon, l'architecte de l'édifice, considéra après-coup celui-ci comme une « imitation monstrueuse de la villa Médicis à Rome ».
Ce bâtiment abritait auparavant tout autant la faculté de droit que celle de lettres, cela pendant 10 ans, de 1955 à 1966, comme le démontrent les frontons sculptés des deux portes d'entrée du bâtiment, où il est inscrit pour l'un « faculté lettres » et pour l'autre « faculté droit ».
D'autres vestiges de l'époque de la cohabitation des deux facultés subsistent, comme l’œuvre La Source (1953), mosaïque de Ram Rischmann, présente dans le patio du bâtiment, représentant les poètes venus chercher l'inspiration auprès de la source Hippocrène, aux pieds du Mont Hélicon, fendu de son sabot par Pégase. 
Le hall du bâtiment est nommé « Salle des pas perdus ».  
Il est possible de remarquer dans l'amphithéâtre « David », situé au premier étage du bâtiment, deux grands bas-reliefs représentant des penseurs. Ces bas-reliefs ont été réalisés par le sculpteur aixois Séraphin Gilly.   

### La bibliothèque universitaire
La rencontre des lettres et du droit précédemment évoquée se fait également ressentir plus discrètement dans l'architecture, notamment dans celle de la bibliothèque universitaire du campus Schuman. S'agissant de celle-ci, l’idée au moment de sa conception était de mêler architecture antique et méridionale, pour assurer une transition entre la faculté de droit et de lettres, inaugurées chacune à une dizaine d'années d'écart. 

## Actualité
Élu en 2022, le doyen de la faculté est Jean-Baptiste Perrier.

## Personnalités liées à la faculté de droit

### Enseignants
Voir la catégorie « Enseignant à l'université Aix-Marseille-III »

### Étudiants
Voir la catégorie « Étudiant de l'université Aix-Marseille-III »

## Dans la culture
Plusieurs films et séries ont été tournés au sein de la faculté de droit. Parmi eux :
- 1997 : Quatre garçons pleins d'avenir, film réalisé par Jean-Paul Lilienfeld[12]
- 2014 : Fiston, film de Pascal Bourdiaux[13]
- 2019 : Olivia, série de Thierry Binisti et Octave Raphael[14]
- 2019 : Ils étaient dix, série de Bruno Dega et Jeanne Le Guillou[15]